# Кало Хорио (Крит)
Вижте пояснителната страница за други значения на Кало Хорио.
Кало Хорио (на гръцки: Καλό Χωρίο) е село в източната част на остров Крит, Гърция. В административно отношение попада в областна единица Ласити и дем Агиос Николаос. Намира се в залива Мирабело на надморска височина 36 m и е заобиколено от хълмове с маслинови и портокалови горички.

## Население
Според преброяването от 2001 г. населението е 1143 жители, а през 2011 г. – 1198 жители.

## Забележителности
Туристите са привлечени тук от трите плажа на 1 km от селото, както и от други десет в радиус от 10 km, наградени със син флаг. Интересна забележителност е и едноименното ждрело, в което растат вечнозелени храсти и дървета, и обитават разнообразни видове гризачи и змии.
В околността има няколко археологически обекта на повече от 3000 г. от периода на минойската цивилизация -
Приниатикос Пиргос, Василики, Врокастро.